# Carl Axel von Zweigbergk
Carl Axel von Zweigbergk, född 29 april 1837 i Stockholm, död 1 april 1896 i Lidköping, var en svensk telegrafitjänsteman och målare.
Han var son till kyrkoherden i Skölvene Jonas Wilhelm von Zweigbergk och Maria Lovisa Stafhell samt brorson till Samuel von Zweigbergk. Vid sidan av sitt borgerliga arbete var Zweigbergk verksam som konstnär.  